# داستان جیانگشی

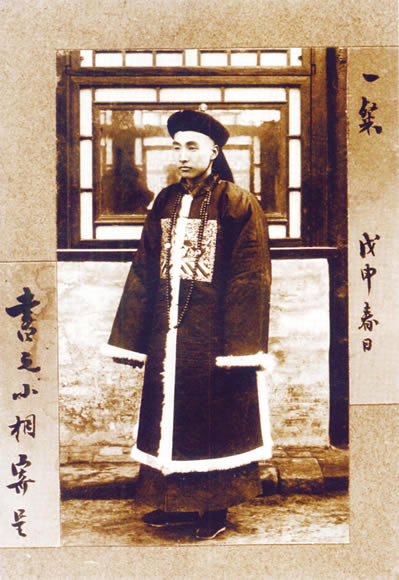
امپراتوری بزرگ چینگ دولت چین باستان

داستان جیانگشی (انگلیسی: Jiangshi fiction) یا داستان گونگ‌سی در کانتونی، یک ژانر ادبی و سینمایی ترسناک است که بر اساس جیانگشی فولکلور چینی است، جسدی زنده‌شده که توسط کشیشان تائوئیست کنترل می‌شود و شبیه زامبی‌ها و خون‌آشام‌های داستان‌های غربی است. این ژانر برای اولین بار در ادبیات سلسله چینگ و ژانر فیلم جیانگشی یکی از عناصر اصلی صنعت مدرن سینمای هنگ کنگ است. فیلم‌های جیانگشی هنگ‌کنگ مانند آقای خون‌آشام و برخوردهای شبح‌وار از فرمولی ترکیب‌شده از ژانرهای وحشت، کمدی و رزمی (کونگ فو) پیروی می‌کنند.

## ادبیات
داستان جیانگشی که برگرفته از فولکلور چینی است، برای اولین بار در ادبیات سلسله چینگ ظاهر شد. جیانگشی جسدی است که توسط یک کشیش تائوئیست زنده شده‌است. کشیش جیانگشی را فرمان می‌دهد و آن را به مکانی برای دفن مناسب هدایت می‌کند. جیانگشی درحالی‌که حرکت می‌کند می‌پرد و می‌تواند چی، جوهر زندگی را جذب کند. روابط بین جیانگشی و خون‌آشام‌ها و ترجمه انگلیسی جیانگشی به‌عنوان» خون‌آشام پرنده» یک ترفند بازاریابی است که توسط استودیوهای هنگ‌کنگ مشتاق ورود به بازارهای غربی ساخته شده‌است. برخلاف خون‌آشام‌ها، جیانگشی خون نمی‌نوشد و آرزوی جاودانگی ندارد.

## سینمای هنگ‌کنگ
تعدادی از فیلم‌های هیولایی قبل از رونق جیانگشی در دهه‌های ۱۹۸۰ و ۱۹۹۰ تولید شدند. اولین مورد در مورد خون‌آشام‌ها، خون‌آشام نیمه شب است که در سال ۱۹۳۶ توسط یونگ کونگ-لئونگ کارگردانی شد. فیلم‌های خون‌آشامی نیز در دهه ۱۹۷۰ ساخته شدند، که خون‌آشام‌های ترسناک وسترن را با هنرهای رزمی کونگ فو هنگ‌کنگ ادغام کردند. فیلم‌های جیانگشی دهه ۱۹۸۰ از خون‌آشام‌های دراکولایی جدا شدند. تصویرهای سینمایی جیانگشی اجساد را نشان می‌دهد که لباس‌های سنتی چانگشان به تن دارند و طلسمی روی سر آن گذاشته شده‌است که به کشیش تائوئیست اجازه می‌دهد جسد را کنترل کند. استعاره‌های ژانر وحشت غربی کمتر دیده شد، اما همچنان وجود داشت. برای مثال شنل، عنصری است که از اقتباس‌های هالیوودی دراکولا، در فیلم‌های جیانگشی مانند خون‌آشام علیه خون‌آشام و نیش عشق استفاده شده‌است.